# Hoya inflata
Hoya inflata là một loài thực vật có hoa trong họ La bố ma. Loài này được (P.I. Forst., Liddle & I.M.Liddle) L. Wanntorp & P.I. Forst. mô tả khoa học đầu tiên năm 2007.